# Tour de Colombie 1993
Le Tour de Colombie 1993, qui se déroule du 20 mars au 4 avril 1993, est une épreuve cycliste remportée par le Colombien Carlos Mario Jaramillo. Cette course est composée d'un prologue et de quinze étapes.

## Classement général
| Classement final | Classement final       | Classement final | Classement final                           | Classement final   |
|                  | Coureur                | Pays             | Équipe                                     | Temps              |
| ---------------- | ---------------------- | ---------------- | ------------------------------------------ | ------------------ |
| 1er              | Carlos Mario Jaramillo | Colombie         | Lotería de Medellín-Aguardiente Antioqueño | en 61 h 9 min 54 s |
| 2e               | Édgar Ruiz (en)        | Colombie         | Manzana Postobón                           | + 31 s             |
| 3e               | Israel Ochoa           | Colombie         | Gaseosas Glacial                           | + 46 s             |
| modifier         |                        |                  |                                            |                    |